# Bahr
Bahr ist ein aus dem Deutschen stammender Familienname.

## Herkunft und Bedeutung
Der Name Bahr ist ein Übername oder Hausname für mnd. bar «Bär».

## Namensträger

### A
- Adelheid Bahr (* 1935), deutsche Erziehungswissenschaftlerin, siehe Adelheid Bonnemann-Böhner
- Alois Bahr (1834–1898), österreichischer Notar und Politiker
- Amrei Bahr (* 1985), deutsche Philosophin
- André Bahr (* um 1975), deutscher Geowissenschaftler und Hochschullehrer
- Anna Bahr-Mildenburg (1872–1947), österreichische Opernsängerin, siehe Anna von Mildenburg
- August Bahr (1801–1855), deutscher Politiker, Bürgermeister von Harburg

### B
- Benedikt Bahr († 1670), deutscher Schulmeister und Ratsherr der Hansestadt Stralsund
- Benjamin Bahr (* 1980), deutscher Physiker und Hochschullehrer
- Bert Bahr (1920–1980), österreichischer Komponist und Bandleader
- Bruno Bahr (1874–1946), deutscher Architekt

### C
- Casey Bahr (* 1948), US-amerikanischer Fußballspieler
- Charles Bahr (* 2002), deutscher Webvideoproduzent und Unternehmer

### D
- Daniel Bahr (* 1976), deutscher Politiker (FDP)

### E
- Egon Bahr (1922–2015), deutscher Politiker (SPD)
- Elexa Bahr (* 1998), kolumbianische Fußballspielerin
- Emil Bahr (1906–1977), deutscher Kraftsportler, siehe Milo Barus
- Eric Schulze-Bahr (* 1965), deutscher Kardiologe, Herzgenetiker und Hochschullehrer
- Ernst Bahr (Historiker) (1907–1998), deutscher Historiker
- Ernst Bahr (Politiker) (* 1945), deutscher Politiker (SPD)
- Eva von Bahr (Physikerin) (1874–1962), schwedische Physikerin
- Eva von Bahr (Maskenbildnerin) (* 1968), schwedische Maskenbildnerin und Friseurin

### F
- Florian Bahr (1706–1771), deutscher Missionar
- Franz Bahr (* 1966), deutscher Metallbildhauer
- Fritz Bahr (1891–nach 1938), deutscher evangelischer Pfarrer und Autor

### G
- Gerd Bahr (* 1933), deutscher Lehrer und Autor
- Gert Bahr (1891–1965), deutscher Jurist und Bankdirektor
- Gunnar von Bahr (1907–1997), schwedischer Mediziner
- Gunnar Bahr (* 1974), deutscher Segler
- Günther Bahr (1944–2011), österreichischer Radiosprecher

### H
- Hans Bahr (Verbandsfunktionär) (1909–1986), deutscher Politiker (SED) und Außenhandelsfunktionär
- Hans-Dieter Bahr (* 1939), deutscher Philosoph und Hochschullehrer
- Hans-Eckehard Bahr (1928–2019), deutscher Theologe und Friedensforscher
- Hermann Bahr (1863–1934), österreichischer Schriftsteller, Dramatiker sowie Theater- und Literaturkritiker

### I
- Iris Bahr (* 1977), US-amerikanische Schauspielerin, Komödiantin, Regisseurin, Autorin, Fernsehproduzentin und Synchronsprecherin

### J
- Jade Bahr (* 1988), US-amerikanische Politikerin (Demokratische Partei)
- Jerzy Bahr (1944–2016), polnischer Diplomat
- Joachim Heinrich Bahr (1880–?), deutscher Maler
- Johan von Bahr (1860–1929), schwedischer Politiker, Bürgermeister von Uppsala
- Johann Bahr (Komponist) (um 1610–1670), deutscher Komponist
- Johann Bahr (Maler) (1859–1929), deutscher Maler und Karikaturist
- Johann Friedrich Bahr (1805–1875), schwedischer Chemiker
- Johann Friedrich August Bahr (1801–1855), deutscher Politiker, Bürgermeister von Harburg, siehe August Bahr
- Johannes Bahr (1906–1989), deutscher Ingenieur und Hochschullehrer

### K
- Karsten Bahr (* 1956), deutscher Geophysiker und Hochschullehrer

### L
- Lorenz Bahr (* 1968), deutscher politischer Beamter (Bündnis 90/Die Grünen)

### M
- Martin Bahr (1889–1967), deutscher Wasserbauingenieur
- Matthias Bahr (* 1960), deutscher römisch-katholischer Theologe
- Max Bahr (Politiker) (1848–1930), deutscher Unternehmer und Politiker (DDP)

### N
- Niki Lindroth von Bahr (* 1984), schwedische Filmregisseurin
- Nils Bahr (* 1969), deutscher Fußballtorwart

### O
- Otto Bahr (1866–1927), österreichischer Musikkritiker, Bruder von Hermann Bahr

### P
- Petra Bahr (* 1966), deutsche evangelische Theologin und Pfarrerin
- Philip Manson-Bahr (1881–1966), britischer Zoologe und Tropenmediziner

### R
- Raimund Bahr (* 1962), österreichischer Historiker und Publizist
- Richard Bahr (1867–1936), deutscher Publizist
- Robert Bahr (Schriftsteller, 1774) (1774–vor 1843), deutscher Schriftsteller
- Robert Bahr (1920–1980), österreichischer Komponist und Bandleader, siehe Bert Bahr
- Robert Bahr (Schriftsteller, 1940) (* 1940), US-amerikanischer Schriftsteller
- Robert von Bahr (* 1943), schwedischer Musikproduzent, Gründer von BIS Records
- Robert Bahr (Schriftsteller, 1974) (* 1974), deutscher Musiker und Schriftsteller
- Rolf Bahr (* 1949), deutscher Fußballspieler
- Ronald Bahr (* 1974), deutscher Handballspieler
- Rosa Bahr, Ehename von Rosa Jokl (1871–1940), österreichische Schauspielerin
- Rudi Bahr (1920–1999), deutscher Politiker (SPD)
- Rüdiger Bahr (1939–2023), deutscher Regisseur, Schauspieler und Synchronsprecher
- Rudolf Bahr (* 1938), deutscher Heimatforscher und Museumsgründer

### S
- Sebastian Müller-Bahr (* 1980), deutscher Kommunalpolitiker (CDU), Oberbürgermeister der Stadt Merseburg

### T
- Tatsiana Bahr (* 1973), belarussische Tischtennisspielerin, siehe Tatsiana Kostromina

### U
- Ulrike Bahr (* 1964), deutsche Politikerin (SPD)

### W
- Walter Bahr (Walter Alfred Bahr, Sr.; 1927–2018), US-amerikanischer Fußballspieler
- Wilhelm Bahr (Fotograf) (1821–1876), deutscher Maler und Fotograf
- Wilhelm Bahr (SS-Mitglied) (1907–1946), deutscher SS-Unterscharführer
- Wilhelm Theodor Bahr (1792–1867), deutscher Generalmajor
- Wolfgang Bahr (* 1950), österreichischer Journalist und Schriftsteller